# 本多熊太郎

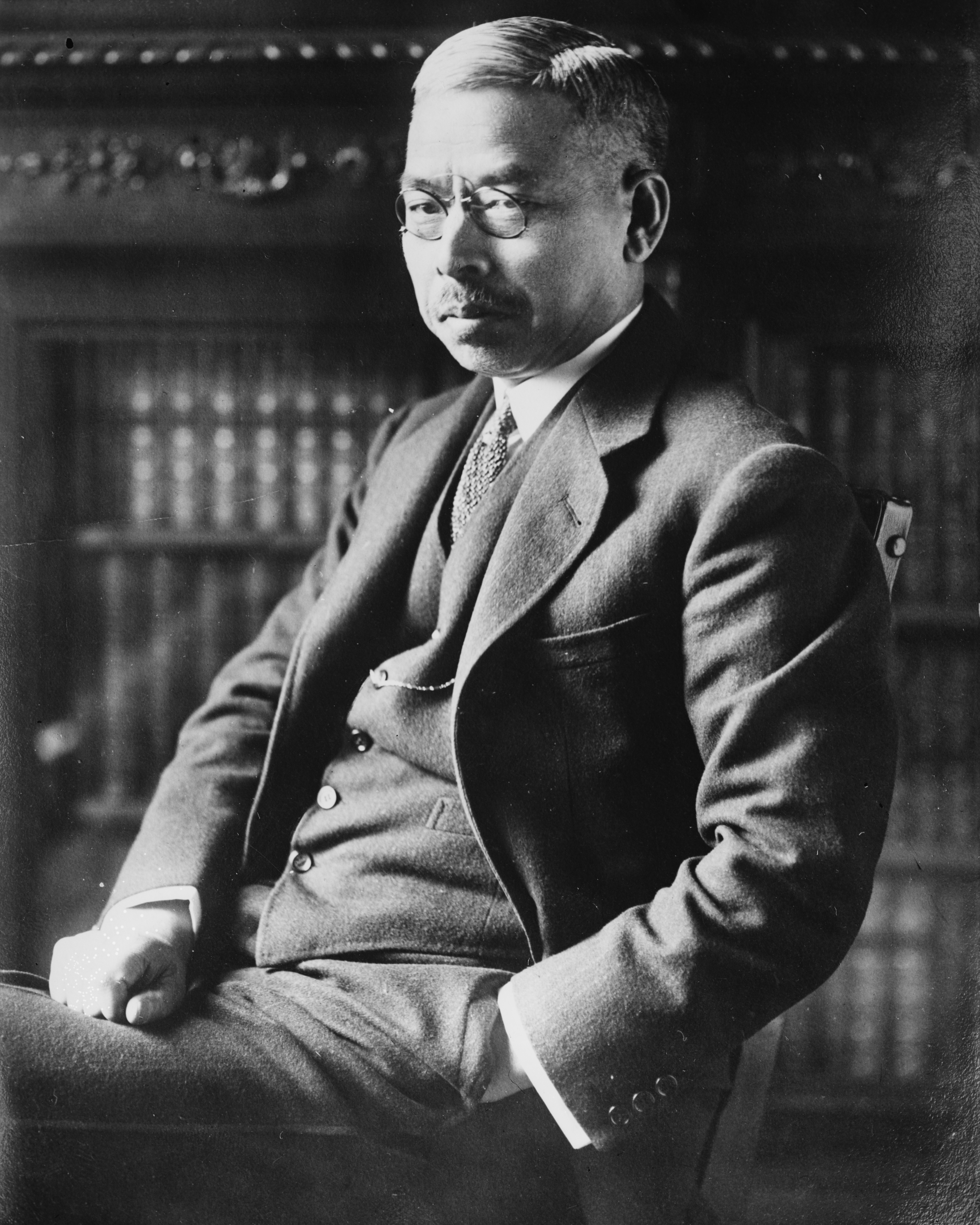
本多熊太郎

本多 熊太郎（ほんだ くまたろう、明治7年（1874年）12月8日 - 昭和23年（1948年）12月18日）は、明治・大正・昭和の外交官、太平洋戦争時の中華民国大使、東條内閣の外交顧問。戦後はA級戦犯容疑者として逮捕された。

## 来歴・人物
和歌山県那賀郡で本多宇兵衛の子として生まれる。
東京法学院（中央大学）法科在学中の1894年（明治27年）5月に外務省留学生試験合格、翌年の1895年（明治28年）8月に外務省書記生試験（専門職）に合格し、外務省入省。1901年（明治34年）、小村寿太郎外相の秘書官となり、日露戦争のポーツマス講和会議に随行。後藤新平の満鉄総裁当時、北京公使館の二等書記官となった。1918年（大正7年）、スイス公使、大正13年（1924年）からドイツ大使を務めて退任。ドイツ大使を務める間、欧州統合論の主導者クーデンホーフ＝カレルギー伯と親交を結び、伯の論評を読んで報告を上げてきた外交官鹿島守之助（当時は永富守之助。のち鹿島建設会長、戦後自民党議員）に伯を紹介した。
1940年（昭和15年）、松岡洋右外相に起用されて汪兆銘政権下の南京に中国大使として赴任。
赴任中に日華基本条約、日満華共同宣言の締結が行われた。1941年（昭和16年）7月、第3次近衛内閣成立時に豊田貞次郎外相に辞意を伝えたが、豊田に懇望されて留任した。しかし体調が悪化し、同年11月、病気の悪化を理由に帰国。同年12月19日、駐華大使を被免。後任は駐英大使であった重光葵が就任した。
1944年（昭和19年）に東條内閣の外交顧問に就任。
1945年（昭和20年）12月2日、連合国軍最高司令官総司令部は日本政府に対し、本多を逮捕するよう命令（第三次逮捕者59名中の1人）。A級戦犯容疑者として巣鴨刑務所に収監されたが、その後、病気により釈放、不起訴となった。

## 家族・親族
- 充一
- 英二
- 静子（松村光麿妻）
- 那都子（菊池辰雄妻）
- 萬里子（山田兼雄妻）

## 栄典
- 1902年（明治35年）3月5日 - 勲六等単光旭日章[4]
- 1906年（明治39年）4月1日 - 明治三十七八年従軍記章[5]
- 1918年（大正7年）7月31日 - 従四位[6]
- 1926年（大正15年）
  - 5月10日 - 勲一等瑞宝章[7]
  - 6月1日 - 従三位[8]
- 1940年（昭和15年）8月15日 - 紀元二千六百年祝典記念章[9]

外国勲章佩用允許
- 1925年（大正14年）11月21日
  - オーストリア共和国グローセスゴルデネスエーレンツアイヘンアムバンデフユールフエルディーンステウムデイレプブリクウエステルライヒ勲章[10]
  - ポーランド共和国グランクロアオドロゼニヤポルスキー勲章[10]

## 文献
- 『本多熊太郎関係文書』 高橋勝浩編、国書刊行会、2018年